# Kemberano jezik
Kemberano jezik (arandai, barau, kalitami, wariagar; ISO 639-3: bzp), transnovogvinejski jezik južnovogelkopske skupine (južni bird’s head), kojim govori 1 500 ljudi (1987 SIL) u nekoliko sela na južnoj obali poluotoka Vogelkop (Bird’s Head) i sjeverozapadu poluotoka Bomberai, na indonezijskom dijelu Nove Gvineje.
Dijalekti su mu barau i weriagar.

## Vanjske poveznice
- Ethnologue (14th)
- Ethnologue (15th)